# Beatrix von Storch

Armas de Oldemburgo

Beatrix von Storch o Beatrix de Oldemburgo (Lübeck, 27 de mayo de 1971) es una noble y política alemana, miembro del partido de extrema derecha Alternativa para Alemania (AfD).

## Biografía

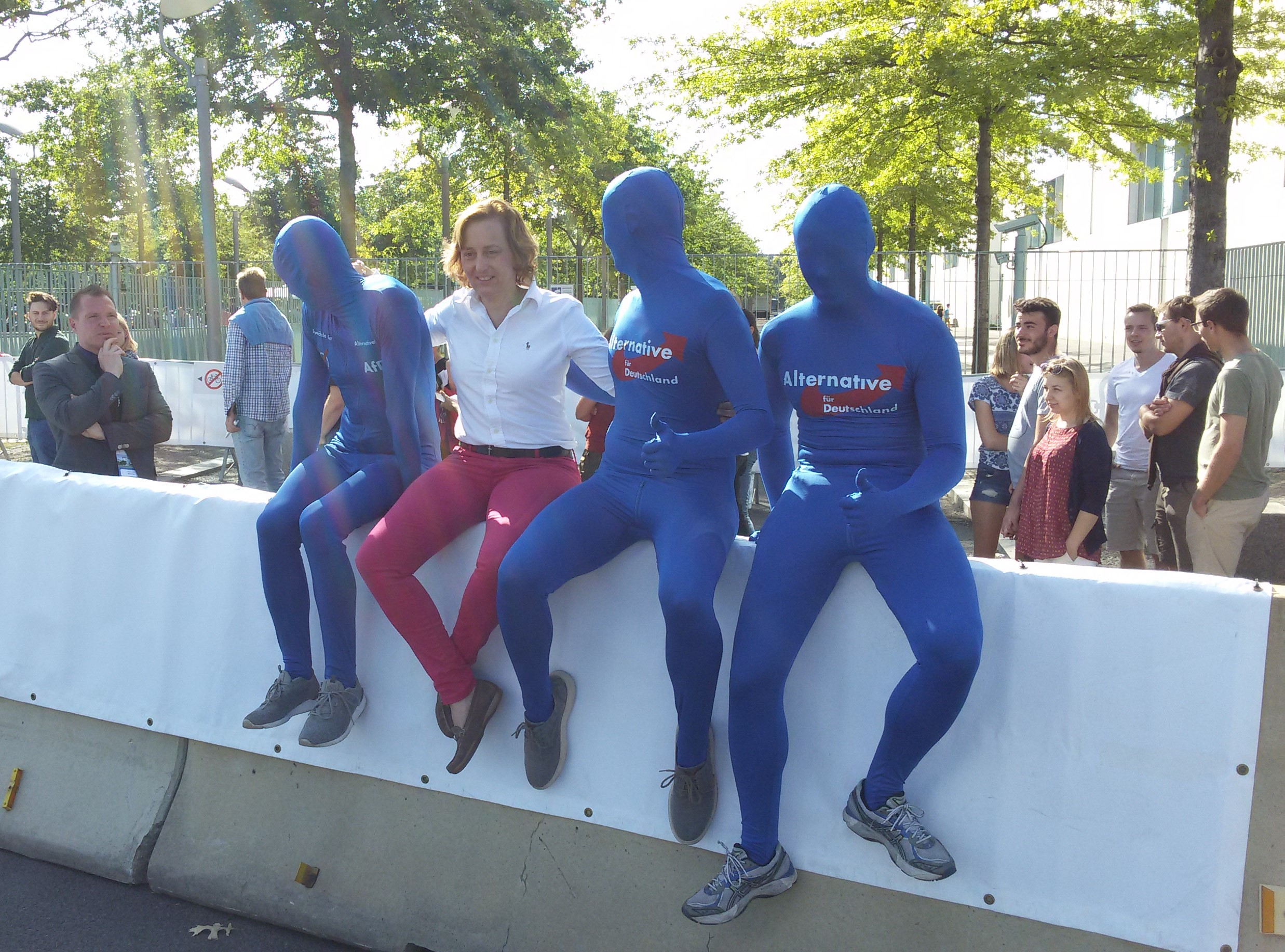

Beatrix von Storch, descendiente de la Casa de Oldemburgo y, por parte de su madre, nieta de Lutz Schwerin von Krosigk (Ministro de Finanzas de Adolf Hitler),  es licenciada en Derecho por la Universidad de Heidelberg y la Universidad de Lausana. Está casada con Sven von Storch, de una familia de terratenientes cuyas propiedades fueron nacionalizadas por la República Democrática Alemana (RDA).

### Política
Junto con su marido, fundó varias asociaciones conservadoras. En varias ocasiones, el fisco ha investigado a la pareja, acusada, en particular, de haber desviado donaciones destinadas a sus asociaciones.
Fue elegida eurodiputada en las elecciones europeas de 2014. En el Parlamento Europeo, fue miembro del grupo de los Conservadores y Reformistas Europeos (ECR) desde el inicio de la legislatura hasta abril de 2016, cuando decidió unirse al grupo Europa de la Libertad y la Democracia Directa (EFDD). El 8 de marzo de 2016, la mesa del grupo de los CRE había pedido a los miembros de la AfD que abandonaran su grupo antes del 12 de abril, en cuyo caso se votaría su exclusión.
Renunció a su mandato europeo el 23 de octubre de 2017, tras su elección al Bundestag en las elecciones federales.

#### Posición
Según la periodista Annabelle Georgen, von Storch "encarna la línea dura" de la AfD. El politólogo Patrick Christian Moreau la describe como "ante todo una reaccionaria, homófoba, violentamente xenófoba e impulsada por un deseo de cruzada contra el Islam".
Conservadora en cuestiones sociales, es una férrea opositora al matrimonio igualitario, la anticoncepción y el aborto. Explica que "lloró de alegría" con el anuncio del Brexit. Cuestiona la presencia de jugadores de origen inmigrante en la selección alemana de fútbol.
A principios de 2016, durante los debates sobre un proyecto de ley de refugiados, escribió en un post de Facebook que había que denegar la entrada a personas que entraran en Alemania y que no tuvieran derecho a asilo según la ley. Refiriéndose al párrafo 11 de la Ley de Retención Inmediata (UZwG), concluye: "Y si no aceptan la orden de detenerse en la frontera, los agentes de la ley también pueden utilizar armas de fuego contra estas personas".
Cuando se le preguntó en 2016 sobre la proximidad ideológica entre la AfD y el Frente Nacional, dijo que en materia de economía, Marine Le Pen estaba "demasiado a la izquierda", afirmando que no estaba de acuerdo con sus ideas sobre el proteccionismo y el intervencionismo estatal.
En 2017, propuso al Parlamento Europeo que se diera prioridad a los refugiados cristianos.
Expresa regularmente su apoyo a Israel en su lucha contra el "islamismo" y en 2017 creó el grupo "Amigos de Judea-Samaria" en el Parlamento Europeo.